# Mijoska
Mijoska (cyr. Мијоска) – wieś w Serbii, w okręgu zlatiborskim, w gminie Prijepolje. W 2011 roku liczyła 777 mieszkańców.